# Axel Lobenstein
Axel Lobenstein (Apolda, RDA, 19 de mayo de 1965) es un deportista alemán que compitió en judo. Ganó una medalla en el Campeonato Mundial de Judo de 1989, y tres medallas en el Campeonato Europeo de Judo entre los años 1989 y 1991.
Participó en los Juegos Olímpicos de Barcelona 1992, donde finalizó quinto en la categoría de –86 kg.

## Palmarés internacional
| Representando a la RDA   |                        |                   |           |
| Campeonato Mundial       |                        |                   |           |
| Año                      | Lugar                  | Medalla           | Categoría |
| 1989                     | Belgrado (Yugoslavia)  | Medalla de bronce | –86 kg    |
| Campeonato Europeo       |                        |                   |           |
| Año                      | Lugar                  | Medalla           | Categoría |
| 1989                     | Helsinki (Finlandia)   | Medalla de bronce | –86 kg    |
| 1990                     | Fráncfort (RFA)        | Medalla de plata  | –86 kg    |
| Representando a Alemania |                        |                   |           |
| Campeonato Europeo       |                        |                   |           |
| Año                      | Lugar                  | Medalla           | Categoría |
| 1991                     | Praga (Checoslovaquia) | Medalla de oro    | –86 kg    |